# Keith Ablow

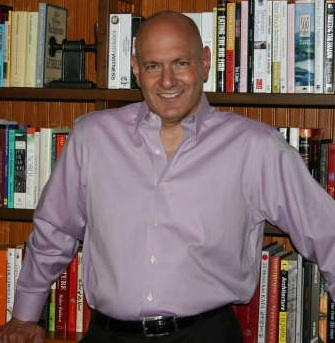
Keith Ablow

Keith Russell Ablow (* 23. November 1961 in Marblehead, Massachusetts, USA) ist ein amerikanischer Psychiater und Schriftsteller.

## Leben
Während seines Studiums an der Johns Hopkins Medical School in Baltimore arbeitete er nebenbei freiberuflich für die lokale Zeitung sowie für die Washington Post und Newsweek. Ebenso war er als Redakteur und Produzent für Lifetime Medical Television tätig.
Nach Abschluss seiner Ausbildung war er medizinischer Leiter in verschiedenen öffentlichen Einrichtungen und praktizierte in einer eigenen Klinik in Chelsea (Massachusetts). Daneben schrieb er weiter Artikel für Zeitungen und Zeitschriften und veröffentlichte ab 1989 auch eine Reihe von Sachbüchern zum Thema Psychiatrie.
Größere Bekanntheit erlangte Ablow als psychiatrischer Gutachter bei Gerichtsprozessen, wodurch er auch zum häufigen Gast in Fernsehsendungen wie Oprah und Larry King Live wurde, wo er aktuelle Fälle und Ereignisse kommentiert und analysiert. Seine Popularität verhalf ihm sogar zu einer eigenen Fernsehshow, der Dr. Keith Ablow Show. Die Talkshow, die erstmals am 11. September 2006 gesendet wurde, wurde aber nach wenigen Monaten wieder aus dem Programm genommen, weil die Einschaltquoten die Erwartungen nicht erfüllten.
Neben Fachbüchern schreibt Keith Ablow seit 1997 auch an einer Serie von Kriminalromanen. Protagonist seiner Bücher ist der forensische Psychiater Frank Clevenger aus Massachusetts, der beim Lösen seiner Fälle die forensische Psychiatrie nutzt, die ein Fachgebiet von Ablow ist. Bis 2005 sind sechs Romane erschienen, von denen fünf auch auf Deutsch veröffentlicht wurden.
Keith Ablow ist verheiratet, hat zwei Kinder und lebt in der Nähe von Boston.

## Entzug der Approbation
Im Jahr 2019 wurde Ablow die Approbation entzogen, nachdem drei Patientinnen ihn wegen Missbrauch in der Psychotherapie verklagt hatten. Am 13. Februar 2020 wurde Ablows Büro von der Drug Enforcement Administration durchsucht.

## Werke

### Sachbücher
- How to Cope With Depression. A Complete Guide for You and Your Family. MacGraw-Hill, New York 1989, ISBN 0-07-016409-6 (zusammen mit J. Raymond DePaulo).
- Medical School. Getting In, Staying In, Staying Human. St. Martin’s Press, New York 1990, ISBN 0-312-04349-X (EA New York  1987).
- To Wrestle With Demons. A Psychiatrist Struggles to Understand His Patients and Himself. American Psychiatric Press, Washington, D.C. 1992, ISBN 0-88048-546-9.
- Anatomy of a Psychiatric Illness. Healing the Mind and Brain. American Psychiatric Press, Washington, D.C. 1993, ISBN 0-88048-521-3.
  - Im Labyrinth der Seele. Psychische Störungen erkennen und behandeln. Verlag Thieme Hippocrates Enke, Stuttgart 1995, ISBN 3-89373-317-5.
- The Strange Case of Dr. Kappler. The Doctor Who Became a Killer. Free Press, New York 1994, ISBN 0-02-900161-7.
- Without Mercy. The Shocking True Story of a Doctor Who Murdered. St. Martin’s Press, New York 2006, ISBN 978-0-312-95736-0 (EA New York 1996).
- Inside the Mind of Scott Peterson. Contributing Forensic Psychiatrist on Court. St. Martin’s Press, New York 2005, ISBN 0-312-35205-0.
- Living the Truth. Transform your Life through the Power of Insight and Honesty. Little Brown, New York 2007, ISBN 978-0-316-01781-7.

### Kriminalromane
- Denial. Pantheon Books, New York 1997, ISBN 0-679-44211-1.
  - Kalt, kaltes Herz. Übersetzt von Karin Duffner und Barbara Steckhan, Droemer Knaur, München 2001, ISBN 3-426-61667-X.
- Projection. Pantheon Books, New York 1999, ISBN 0-679-44212-X.
- Compulsion. St. Martin’s Press, New York 2002, ISBN 0-312-26641-3.
  - Infam. Übersetzt von Ute Thiemann, Goldmann, München 2003, ISBN 3-442-45475-1.
- Psychopath. St. Martin’s Press, New York 2003, ISBN 0-312-99605-5.
  - Psychopath. Übersetzt von Ute Thiemann, Goldmann, München 2004, ISBN 3-442-45714-9.
- Murder Suicide. St. Martin’s Press, New York 2004, ISBN 0-312-32389-1.
  - Ausgelöscht. Übersetzt von Ute Thiemann, Goldmann, München 2005, ISBN 3-442-45956-7.
- The Architect. St. Martin’s Press, New York 2005, ISBN 0-312-32392-1.
  - Der Diener Gottes. Übersetzt von Ute Thiemann, Goldmann, München 2006, ISBN 978-3-442-46193-6.